# Lingua sotho del nord
La lingua sotho del nord, nota anche come pedi, sepedi, sesotho del nord o sotho settentrionale (nome nativo sesotho sa Leboa) è una lingua sotho-tswana parlata in Sudafrica. Al 2022, è parlata da 13,7 milioni di parlanti totali.

## Distribuzione geografica
Secondo i dati del censimento sudafricano del 2011, i locutori L1 erano 4.618.576, pari al 9,1% della popolazione, stanziati principalmente nelle province del Limpopo, dove è parlato da oltre la metà degli abitanti, e del Gauteng.

### Lingua ufficiale
Il sotho del nord è una delle undici lingue ufficiali del Sudafrica.

## Classificazione
È una delle lingue sotho, un sottogruppo delle lingue bantu.
Secondo Ethnologue, la classificazione della lingua sotho del sud è la seguente:
- Lingue niger-kordofaniane
  - Lingue congo-atlantiche
    - Lingue volta-congo
      - Lingue benue-congo
        - Lingue bantoidi
          - Lingue bantoidi meridionali
            - Lingue bantu
              - Lingue bantu centrali
                - Lingue bantu S
                  - Lingue sotho-tswana
                    - Lingua sotho del nord

## Sistema di scrittura
Per la scrittura si usa l'alfabeto latino.